# SIGPOLL
В POSIX-системах SIGPOLL — сигнал, посылаемый процессу для информирования об изменении состояния выполняющегося в фоне асинхронного ввода-вывода.
SIGPOLL — целочисленная константа, определенная в заголовочном файле signal.h. Символьные имена сигналов используются вместо номеров, так как в разных реализациях номера сигналов могут различаться.
Сигнал SIGIO в Linux является синонимом SIGPOLL.

## Этимология
SIG — общий префикс сигналов (от англ. signal), POLL — сокращенное написание англ. polling — опрос, в контексте системного вызова poll, IO — сокращение англ. I/O (input-output) — ввод-вывод.

## Использование
Согласно POSIX, SIGPOLL — сигнал по умолчанию, посылаемый при изменении состояния открытого файла (например, готовности к вводу или выводу), для которого системным вызовом ioctl был установлен флаг I_SETSIG. Используя этот механизм, программа может осуществлять асинхронный ввод-вывод без необходимости дополнительного мультиплексирования, которое необходимо при использовании функции select(). Возможным минусом данного метода является потеря непрерывности в коде программы и превращения его в нечитабельное «спагетти», с потенциальной возможностью возникновения ошибок типа race condition.
POSIX 1003.1 (2003 год) рекомендует использование стандартизированных системных вызовов для асинхронного ввода-вывода, определяемых заголовочным файлом aio.h. Всем запросы на ввод-вывод с использованием этих функций ставятся в очередь для асинхронного выполнения, их результаты и состояние могут быть получены через функции aio_return() и aio_error().